# Johanneskirche (Münchingen)

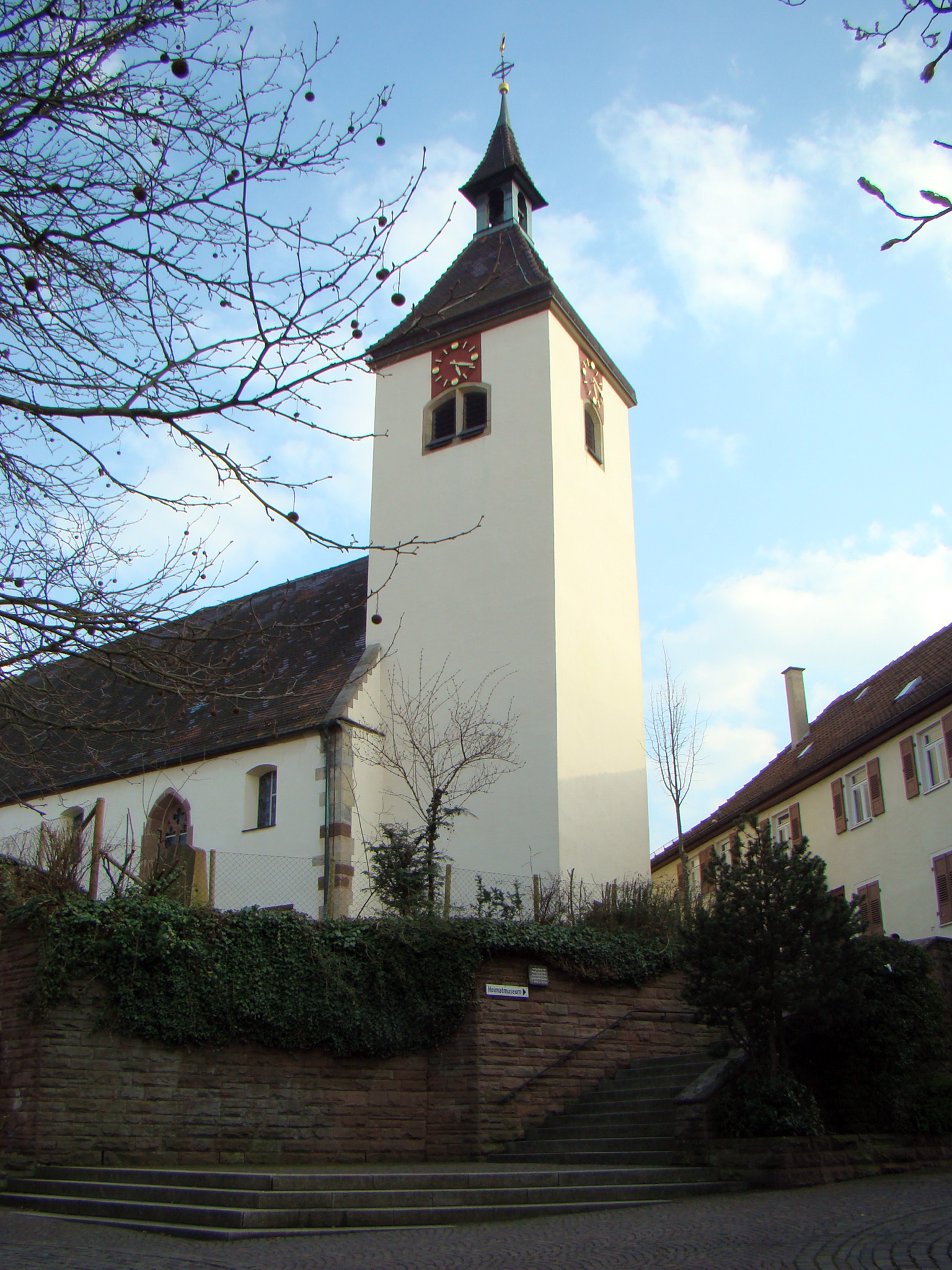
Johanneskirche (Münchingen)

Die evangelische Pfarrkirche St. Johannes der Täufer steht in Münchingen, einem Stadtteil von Korntal-Münchingen im Landkreis Ludwigsburg in Baden-Württemberg. Das Bauwerk ist beim Landesamt für Denkmalpflege Baden-Württemberg als Baudenkmal eingetragen. Die Kirche gehört zur Evangelischen Landeskirche in Württemberg.
Johann Friedrich Flattich wirkte hier von 1760 bis 1797 als Pfarrer und Pädagoge.

## Baugeschichte
Das älteste Zeugnis von einer bestehenden Kirche stammt aus dem Jahr 1275. Damals ließ der Bischof von Konstanz ein Verzeichnis der Kirchen im Glemsgau anlegen.
Der Turm der jetzigen Kirche stammt noch aus dieser Zeit und wurde als Wehrturm gebaut. Der dafür gebaute gewölbte Raum in einer Höhe von ca. 12 m ist unzerstört erhalten. Der Eingang zum Turm befand sich über einer Zwischendecke des Erdgeschosses in 4 Metern Höhe und war nur über eine hochziehbare Holz- bzw. Strickleiter von außen zugänglich. Auch die für die Verteidigung wichtigen Schießscharten am Turm sind noch vorhanden.
Bei Ausschachtarbeiten für einen Heizkeller und Kohlenkeller unter dem Kirchenschiff stieß man 1933 auf die Fundamente der alten Kirche, sodass die Breite der alten Kirche bekannt ist.
Als die Kirche mit der Zeit zu klein für die Bevölkerung wurde, begann ab 1488 der Bau der heutigen spätgotischen Saalkirche, indem die romanische Vorgängerkirche nach Süden verbreitert und nach Osten verlängert sowie ein von Strebepfeilern gestützter Chor angebaut wurde. Die Innenräume von Chor und Sakristei sind mit Netzrippengewölben überspannt, deren Schlusssteine die Meisterzeichen der Baumeister Aberlin Jörg und Bernhard Sporer tragen. Am 27. April 1496 wurde die neue Kirche durch den Bischof von Konstanz Johannes dem Täufer geweiht.
Im Dreißigjährigen Krieg erlitt die Kirche 1643 wie auch das benachbarte Rathaus schwere Brandschäden. Nur die Außenmauern und das Chorgewölbe blieben erhalten. 1645 begann die Gemeinde mit dem Wiederaufbau, der sich über fünf Jahre erstreckte. Der Turm erhielt das Pyramidendach, das von einer Laterne gekrönt ist, in der eine weitere Kirchenglocke hängt. Bedingt durch die wachsende Bevölkerung und die neue Kirchenstuhlverordnung wurden 1751 Emporen eingebaut.
Von der einstigen Wehrmauer um die erhöht befindliche ehemalige Wehrkirche und den sie umgebenden Friedhof ist nur noch ein Teil erhalten, der in die 1982 neu erbaute Stützmauer integriert wurde.
Im Jahr 1965 wurde die Kirche umfassend renoviert. Die Außentreppen zur Empore wurden entfernt und aus den Türöffnungen die ursprünglich großen Fenstern wieder hergestellt. Der Chorbogen und das Chorgewölbe wurden gleichzeitig restauriert und der Chorraum erhielt 1968 Buntglasfenster des Künstlers Wolf-Dieter Kohler.

## Innenausstattung

### Chorraum

Chorraum der Johanneskirche

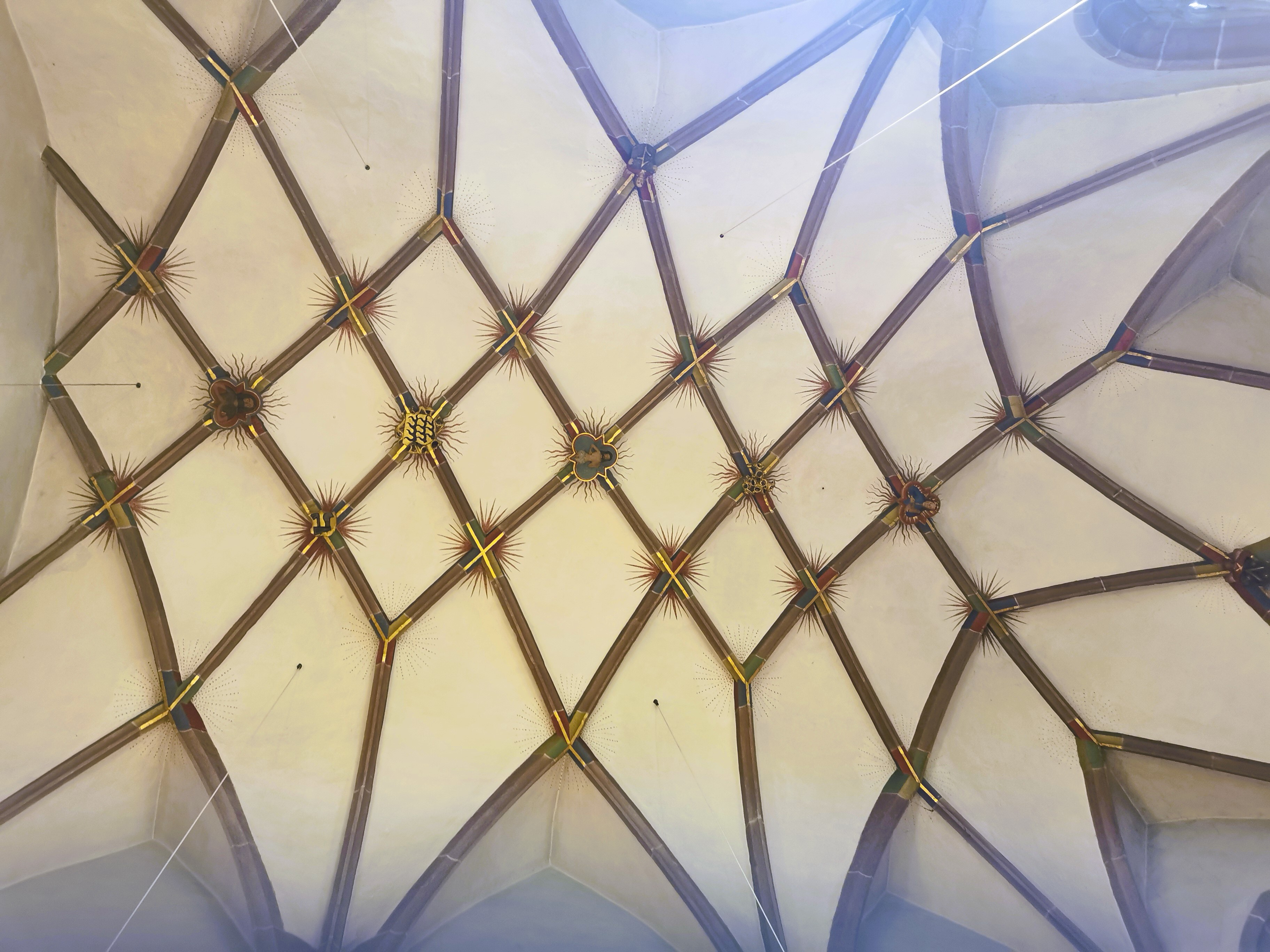
Netzrippengewölbe mit Schlusssteinen

Der 11 m hohe Chorraum wird von einem gotischen Netzrippengewölbes überspannt. Die Schlusssteine im Chor zeigen Personen und Symbole aus der Kirchen- und Landesgeschichte, u. a. Johannes den Täufer (Namenspatron der Kirche), den auferstandene Christus, Maria mit dem Kind, die württembergischen Hirschstangen, ein Fleckenzeichen und die beiden von Engeln getragenen Steinmetzzeichen der Erbauer. Das eine Schild zeigt einen Sparren mit drei Sternen, das Wappen der Baumeisterfamilie Jörg aus Stuttgart. Es ist jedoch bis heute nicht eindeutig geklärt, ob Aberlin Jörg oder sein Bruder Hänslin der Jüngere leitender Meister beim Bau der Münchinger Kirche war. Das Steinmetzzeichen auf dem anderen Schild gehört dem Leonberger Baumeister und Bildhauer Bernhard Sporer.
Von den zahlreichen Fresken, die alle von Münchinger Bürgern gestiftet worden waren, sind heute nur die drei Engel an der Chornordwand erhalten. Dazu war früher eine Stiftungsinschrift mit dem Vers zu lesen: »Du Mensch bedenkh dein End wie auch das Jüngst Gericht So wirst du wohl bestehn Vor Gottes Angesicht«.
Im Chorraum befinden sich Grabmale aus Sandstein für die Familie des Philipp Christoph von Münchingen von hohem künstlerischen Wert, die ein Werk des Bildhauers Jeremias Schwartz sind. Teile davon wurden im Pfälzischen Erbfolgekrieg durch französische Soldaten beschädigt.
Alle zeigen denselben dreiteiligen Aufbau: Über einem niedrigen Sockel erhebt sich das Hauptgeschoß mit der Figur des Verstorbenen und den Wappen der Ahnenprobe auf den Seitenpfeilern, gekrönt von einem Aufsatzrelief mit einer Auferstehungsdarstellung.
Das erste Grabmal an der Chorsüdwand zeigt die erste Ehefrau Philipps, Anna Maria von Münchingen, geb. von Reischach († 29. Juni 1588) und zwei ihrer Kinder, Jacob Werner († 3. Mai 1587 im Alter von vier Jahren) und Anna († 4. Mai 1587 im Alter von drei Jahren). Vor ihnen liegt ein Hund als Sinnbild der Treue. Die Inschrift dazu lautet: Des Edlen und Vesten Philips Christoff von Münchingen und obberierter Edlen Tugendsamen fraw Anna Maria geborne von Reischach ihr beider Ehelicher Sohn und Töchterlin denen Gott ein fröhliche ufferstehung verleyhe Am.
Zwei weiteren früh verstorbenen Kindern von Philipp und Anna Maria ist das Grabmal auf der Nordseite des Chores gewidmet. Philipp († 18. Juli 1596) und Ursula († 8. Mai 1605) von Münchingen knien auf Kissen, darüber ist eine Darstellung der Verklärung Jesu angebracht.
Ein weiteres Epitaph ist Margarethe von Anweil († 15. Sept. 1603) gewidmet, einer Tante der daneben knienden zweiten Ehefrau Anna von Münchingen († 7. Nov. 1621), ebenfalls mit Hund dargestellt.
Die Figur des Philipp Christoph von Münchingen († 18. Mai 1631) befindet sich zwischen denen seiner beiden Ehefrauen.

Als man 1965 bei der Kirchenrenovierung den Altar versetzte, stieß man auf den Steinsarg eines Edelfräuleins, deren Mumie beim Lufteintritt zu Staub zerfiel.

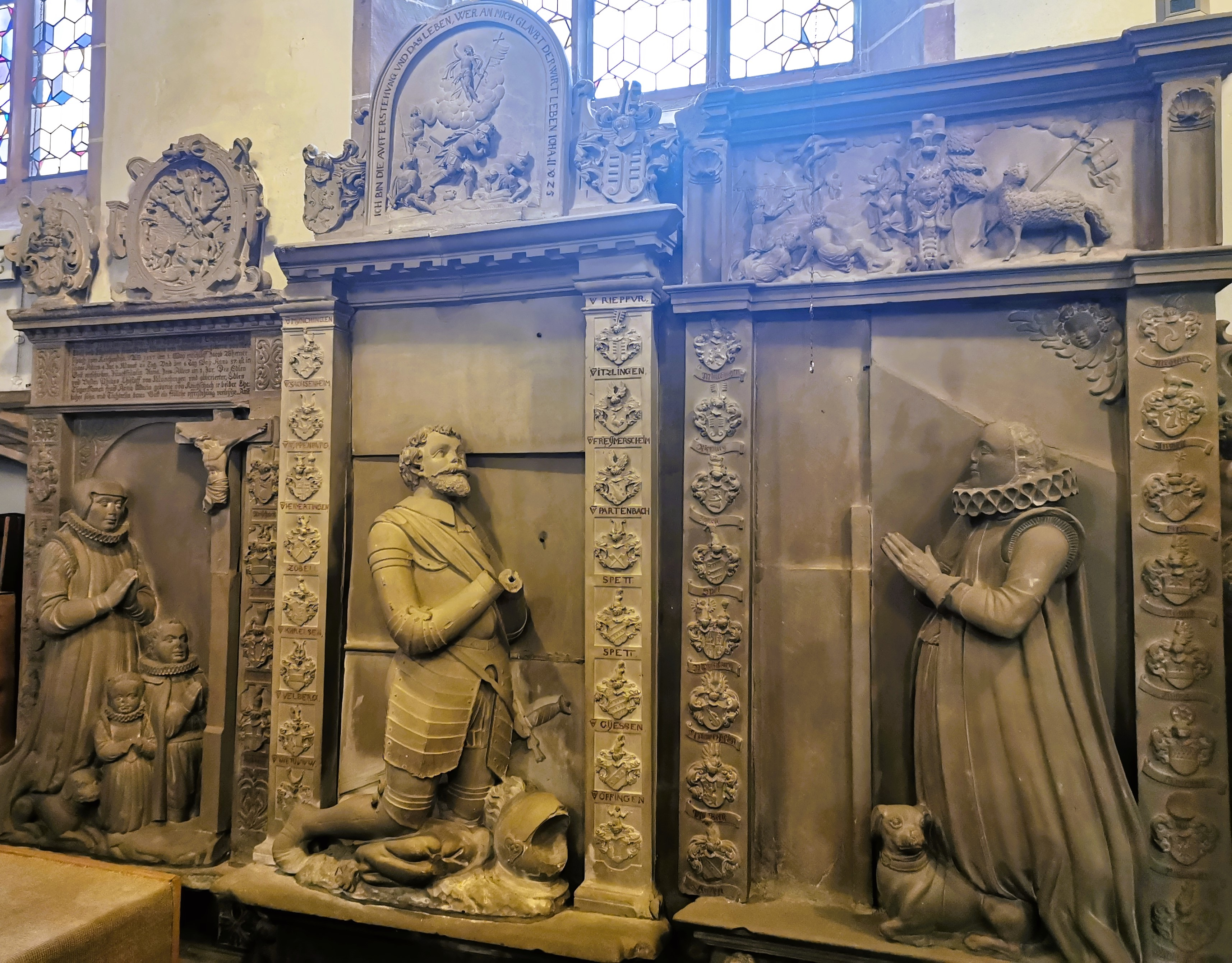
Von links: Grabmale für Anna Maria von Münchingen mit Kindern, für Philipp Christoph von Münchingen und für Anna von Münchingen
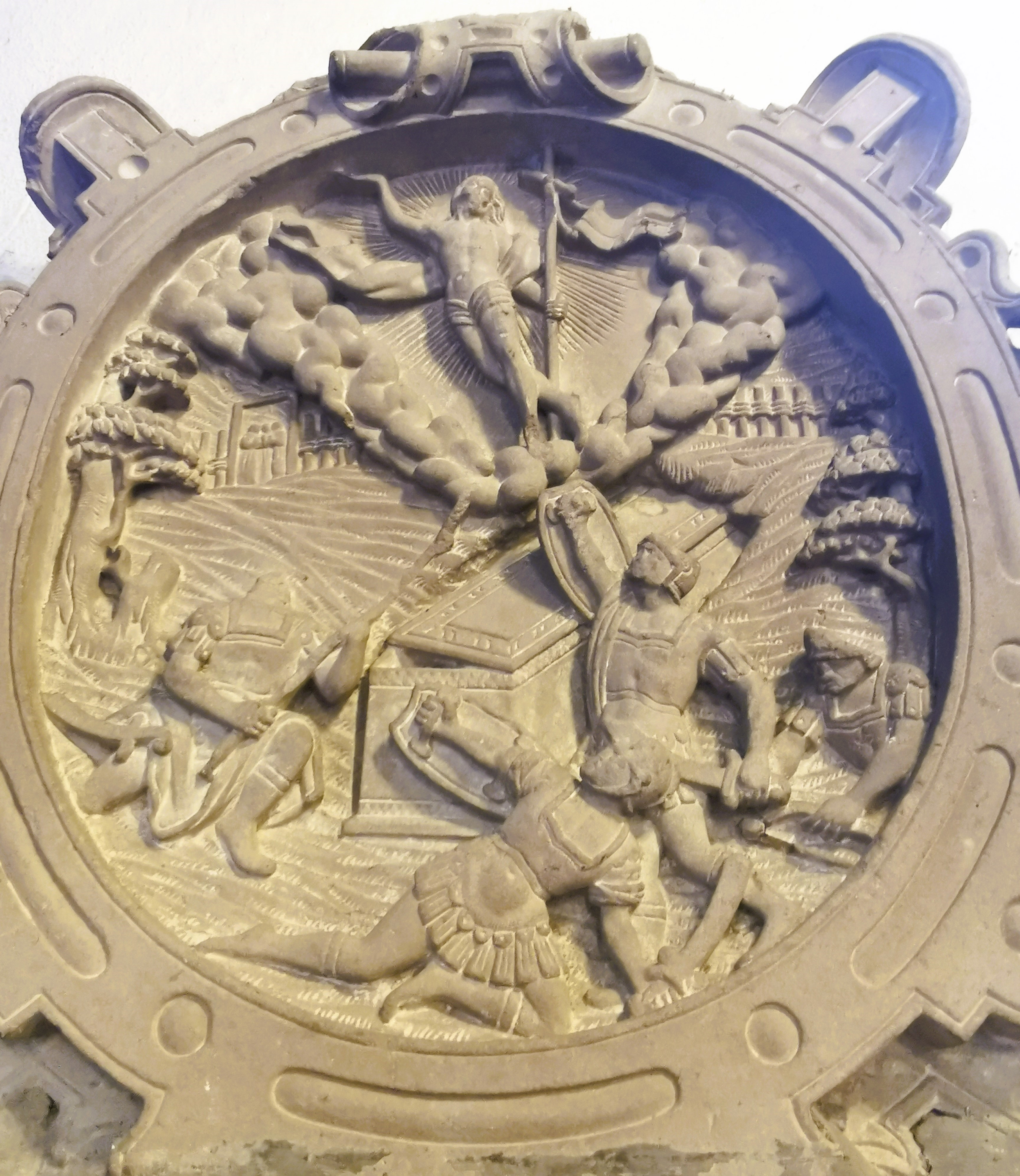
Darstellung der Auferstehung Christi am Grabmal für Anna Maria von Münchingen
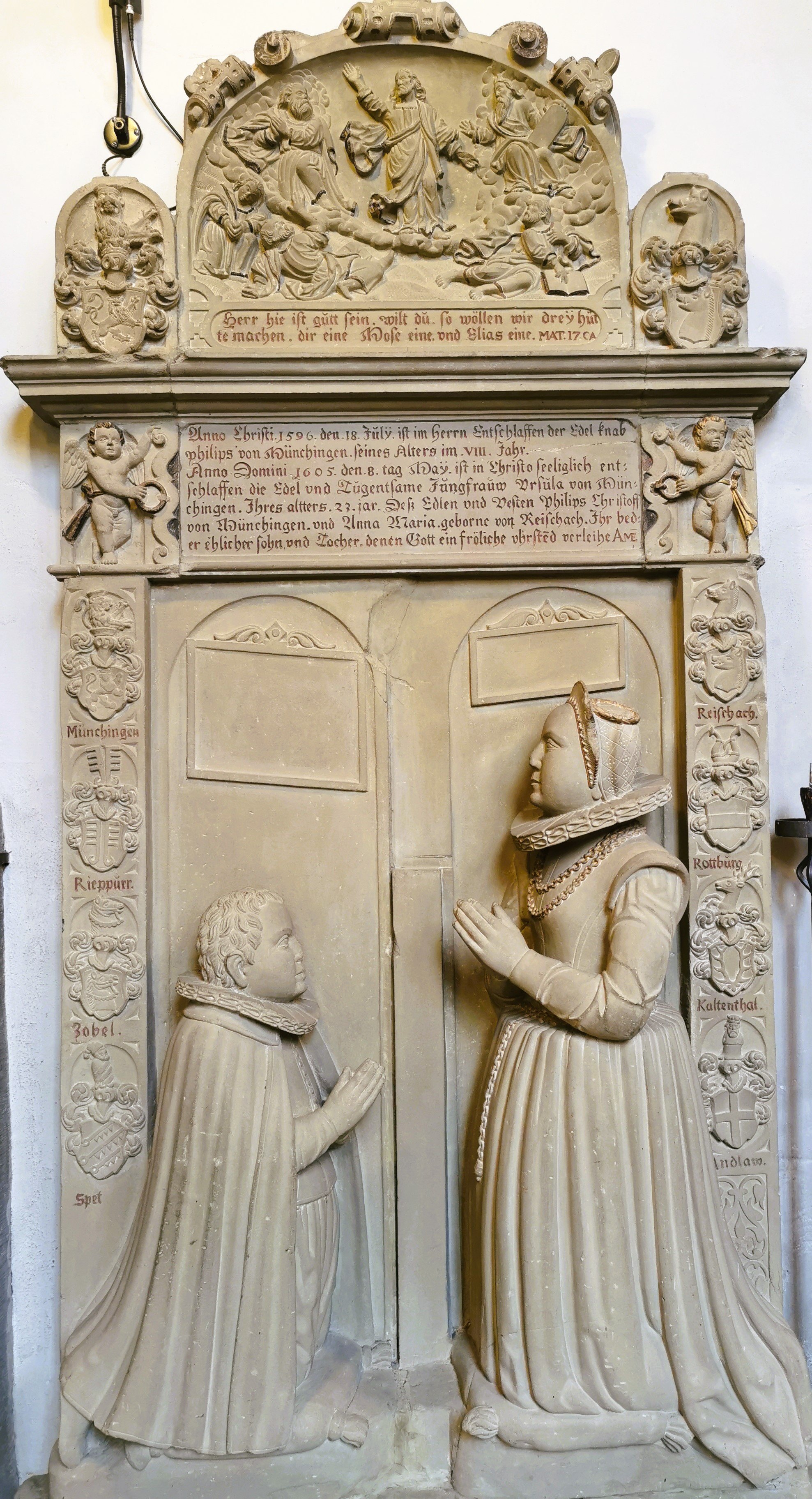
Grabmal für Philipp und Ursula von Münchingen
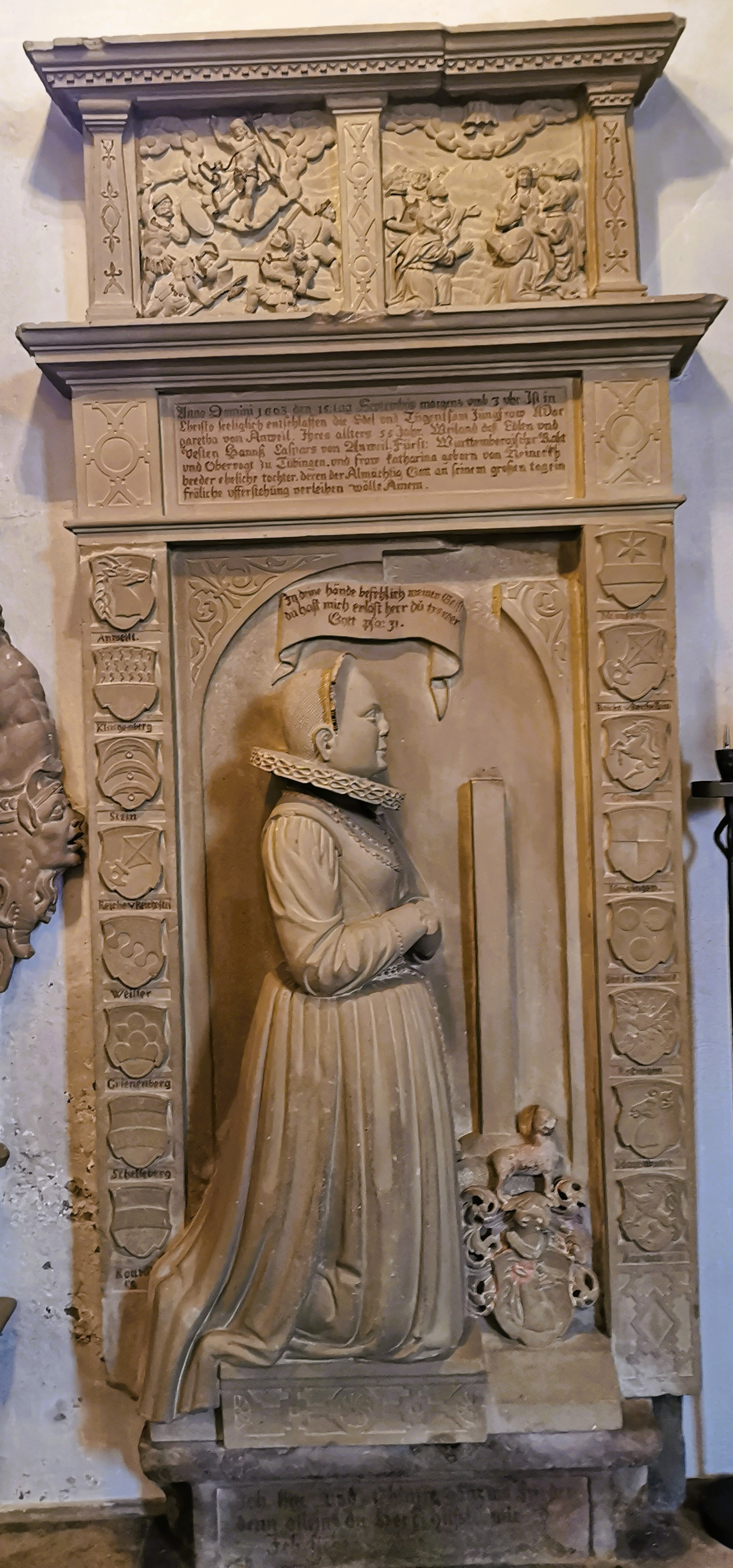
Grabmal für Margarethe von Anweil

Erwähnenswert ist noch die Sediliennische, der Platz des Geistlichen, an der Chorsüdwand und die niedere Tür gegenüber, beide mit spätgotischen Profilen und gut erkennbaren Steinmetzzeichen. Die schwere Holztüre mit mächtigen schmiedeeisernen Beschlägen, dem Türklopfer und einem prachtvollen Schloß aus dem 17. Jahrhundert führt in die Sakristei, die ebenfalls ein prächtiges Netzrippengewölbe und Glasbilder von Wolf-Dieter Kohler hat.

### Buntglasfenster
1968 erhielt der Chorraum Buntglasfenster des Künstlers Wolf-Dieter Kohler, die die evangelischen Sakramente Taufe und Abendmahl thematisieren. In der Mitte erhebt sich das Himmlische Jerusalem. Blau (Wasser) und Rot (Blut und Wein) sind die vorherrschenden Farben.
Im nordöstlichen Tauffenster erscheint die rechte Segenshand Gottes, umgeben von einem Heiligenschein, dessen Strahlen alle weiteren Bilder erreichen: den Gekreuzigten, darunter die Kindestaufe, links die Taufe Jesu, rechts seine Versuchung durch den Teufel, sich von der Zinne des Tempels zu stürzen. Das düstere Totenreich am unteren Rand des Fensters steht ganz im Gegensatz zur Lichtwelt mit den auferstandenen Seligen und den Posaunenengeln.
Im Zentrum des Abendmahlfensters steht Jesus als Schmerzensmann vor einem Kreuz mit Strahlenkranz. Über ihm schweben Engel mit Brot und Kelch, darüber ist der Priesterkönig Melchisedek zu sehen, der Abraham Brot und Wein reicht, ferner Noah unter dem Regenbogen. Zu Füßen Jesu ist das Passahfest dargestellt, rechts empfängt David die Schaubrote und darunter teilt ein evangelischer Pfarrer den Wein an die Gemeinde aus.
Im mittleren Fenster fließt aus der Seitenwunde des Lammes das Wasser des Lebens, darin erhebt sich der Baum des Lebens. Er ist umgeben von den zwölf edelsteingeschmückten Toren des Himmlischen Jerusalem. Im Maßwerk finden wir die vier Evangelistensymbole und einen Engel, der Alpha und Omega als Sinnbild des Anfangs und Endes in Gott trägt.

### Orgel

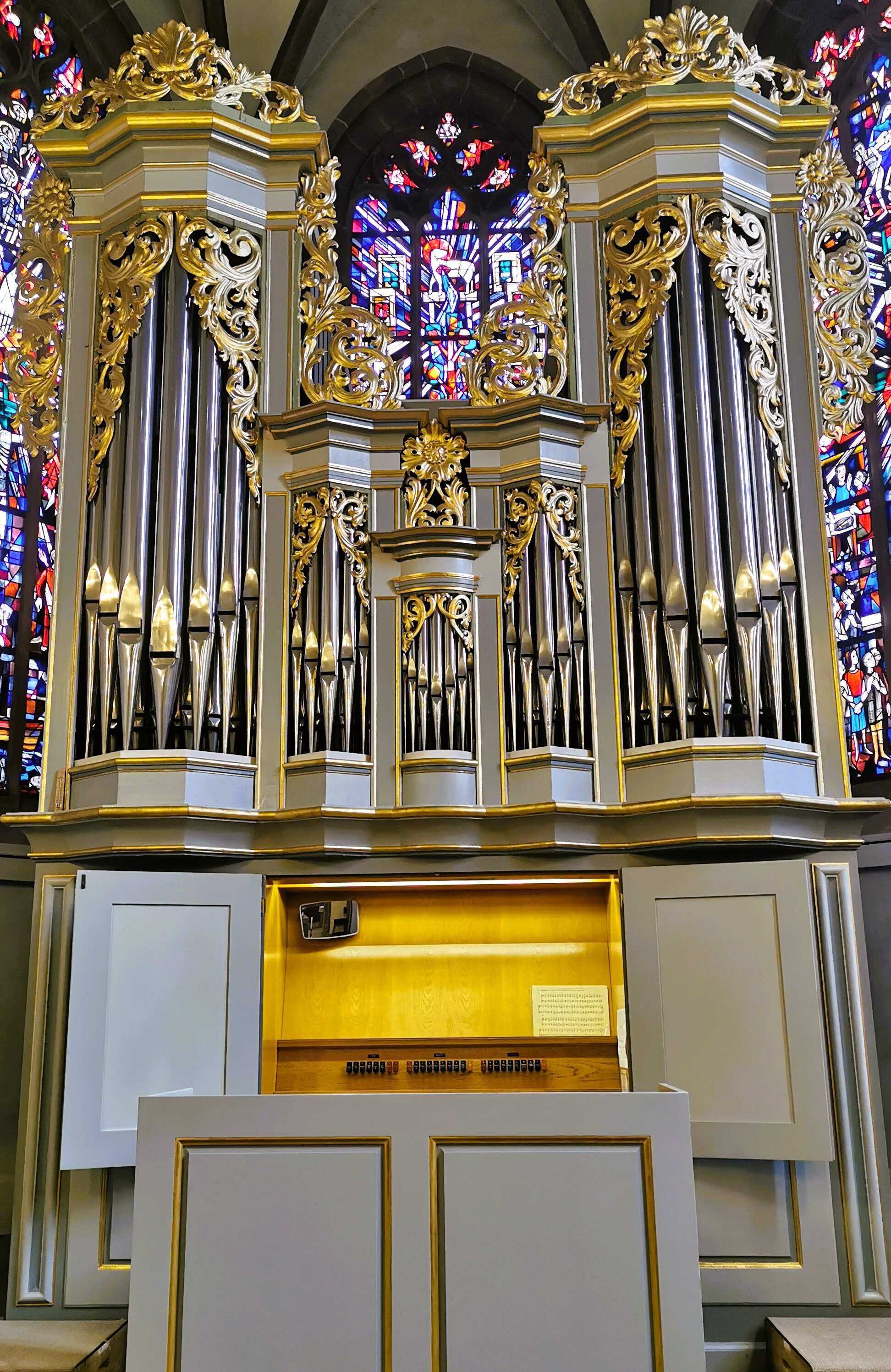
Orgel in der Johanneskirche

In einem Schreiben der geistlichen und weltlichen Gemeinde an den Kirchenrat lesen wir: "Im Jahr 1733 um die Osterzeit wurde in die Kirche alhier zu Münchingen, zum Lobe und Preiß Gottes, gutem behuef und bessern Fortgang des Gesangs eine Neue Orgel gestellet, es war vorher noch niemahlen eine Orgel alhier gewesen".
Diese Orgel wurde durch den Heilbronner Orgelbauer Johann Friedrich Schmahl erbaut, hatte 10 Register und stand auf einer eigens errichteten Empore im Chor.
Im Lauf der Zeit wurde die Orgel mehrmals umgebaut, erneuert und erweitert. Im Jahr 1855 baute der Ludwigsburger Orgelbauer Walcker die Orgel grundlegend im romantischen Stil um.
1917 wurden die metallischen Orgelpfeifen zu Rüstungszwecken eingeschmolzen und 1920 durch aluminierte Pfeifen aus Zink ersetzt. 1933 wurde die Orgel durch Friedrich Weigle grundlegend erneuert und auf 14 Register erweitert. Dabei wurde die Orgelempore aus dem Jahr 1733 abgerissen und die Orgel auf ein Podium – ihren jetzigen Standort – gesetzt.
1972 wurde von Peter Plum (Marbach/Neckar) unter Verwendung vorhandener Pfeifen ein neues Instrument mit 22 Registern in das erhaltene barocke Gehäuse eingebaut.
Die Disposition der Orgel lautet:
| I Hauptwerk C–g3 |       |
| Bordun           | 16′   |
| Prinzipal        | 8′    |
| Rohrflöte        | 8′    |
| Oktave           | 4′    |
| Spitzflöte       | 4′    |
| Oktave           | 2′    |
| Kornett III–V    |       |
| Mixtur IV–V      | 1 ⁄3′ |

| II Schwellwerk C–g3 |                |
| Flöte               | 8′             |
| Rohrflöte           | 4′             |
| Oktave              | 4′             |
| Waldflöte           | 2′             |
| Nasat               | 1 ⁄3′          |
| Sesquialter II      | 2 ⁄3′ + 1 3⁄5′ |
| Zimbel II–III       | 1′             |
| Trompete            | 8′             |
| Tremulant           |                |

| Pedal C–f1 |     |
| Subbass    | 16′ |
| Flötenbass | 8′  |
| Hohlflöte  | 4′  |
| Choralbass | 4′  |
| Fagott     | 16′ |
| Bombarde   | 8′  |

- Koppeln: II/I, I/II, I/P, II/P

### Glocken

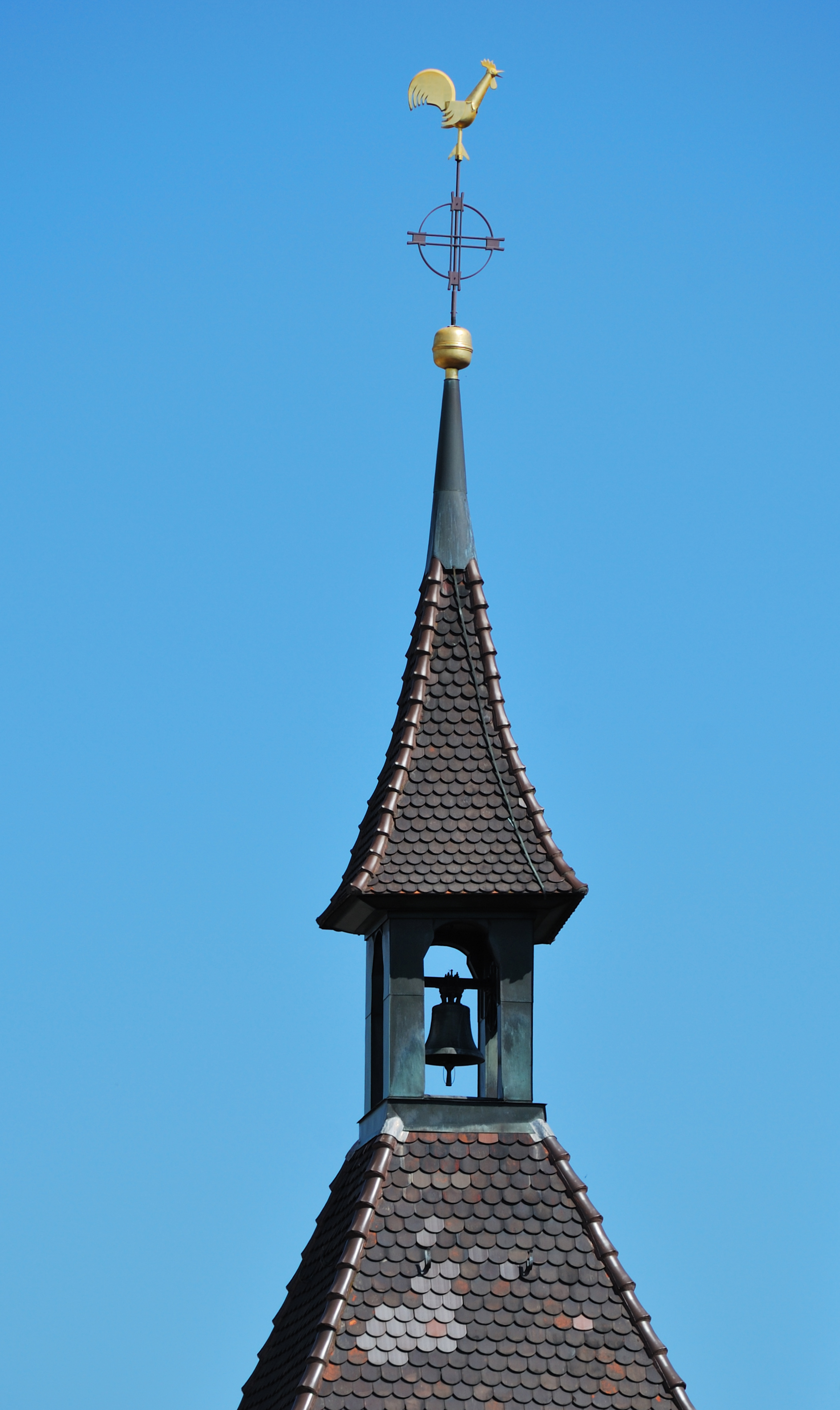
Laterne mit Kreuzglocke

Die ersten Kirchenglocken gingen 1693 im Pfälzischen Erbfolgekrieg verloren. Bis heute hält sich im Ort die Sage, dass eine große Glocke aus Münchingen im Straßburger Münster hänge. Die späteren Glocken aus der Zeit von 1705 bis 1838 mussten im Ersten und im Zweiten Weltkrieg für militärische Zwecke abgeliefert werden. Die heutigen Glocken wurden 1955 von der Stuttgarter Firma Kurtz gefertigt. Die Herrenglocke (1.360 kg, es1) trägt die Inschrift DEIN NAME WERDE GEHEILIGT, die Betglocke (800 kg, ges1) die Inschrift DEIN REICH KOMME und die Totenglocke (560 kg, as1) die Inschrift DEIN WILLE GESCHEHE. Die kleinste Glocke, die Kreuzglocke (165 kg, es2), trägt die Inschrift ER IST UNSER FRIEDE und hängt sichtbar für alle in der Laterne.

### Taufstein und Kruzifix
Das Kruzifix am Altar stammt aus dem Jahr 1697 und wurde von Schultheiß Schmalzridt gestiftet. Der Taufstein stammt aus dem Jahr 1788.

## Pfarrer seit der Reformation

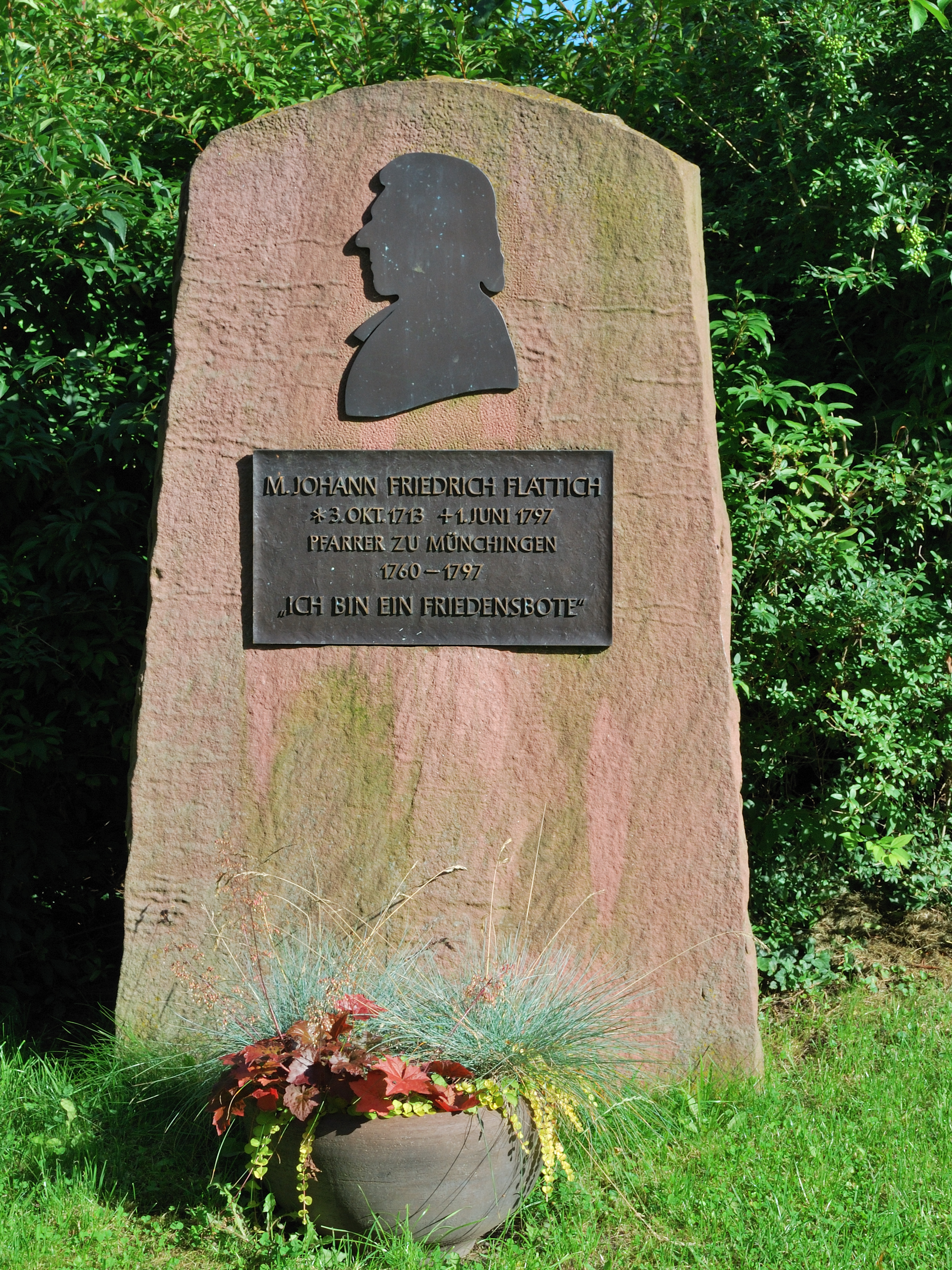
Gedenkstein für Johann Friedrich Flattich vor der Johanneskirche

- 1535-1539: Magister Johannes Schwarz
- 1539-1548: Magister Wilhelm Fabri
- 1548-1554: Magister Abraham Bronfels
- 1554-1555: Magister Johannes Stöffler
- 1555-1560: Magister Johannes Wild
- 1560-1563: Magister Josias Creber
- 1563-1607: Magister Jonas Greulich
- 1607-1609: Magister Sebastian Dicklin
- 1609-1635: Magister Blasius Braun
- 1635-1637: Magister David Canz
- 1637-1675: Magister Joseph Jenisch
- 1675-1689: Magister Johann Jakob Gloekler
- 1690-1712: Magister Johann Melchior Märcklin
- 1712-1719: Magister Johann Friedrich Kreiling
- 1720-1735: Magister Friedrich Laurentius Schmidlin
- 1735-1737: Magister Johann Friedrich Varenbühler
- 1737-1746: Magister Georg Friedrich Hübner
- 1746-1757: Magister Eberhard Osiander
- 1757-1760: Magister Gottfried Wilhelm Plouquet
- 1760-1797: Magister Johann Friedrich Flattich
- 1797-1816: Magister Philipp Heinrich Fritz
- 1817-1822: Magister Christoph Ludwig Flattich
- 1822-1841: Magister Ludwig Nast
- 1841-1842: Magister Carl Friedrich Jäger
- 1843-1853: Magister Johann Carl Hoelder
- 1853-1864: Magister Friedrich August Steinheil
- 1864-1882: Magister Johannes Völter
- 1884-1891: Wilhelm Otto Halm
- 1891-1904: Wilhelm Friedrich Wagner
- 1904-1916: Theodor Walker
- 1916-1925: Richard Eidenbenz
- 1925-1934: Otto Elwert
- 1935-1947: Carl Seilacher
- 1947-1958: Friedrich Bloche
- 1959-1962: Siegfried Müller
- 1962-1974: Friedrich Kirschbaum
- 1975-1980: Heinz-Viktor Liebau
- 1982-1995: Karl Herre
- 1995-2000: Hans-Jürgen Wolter
- 2000-2012: Udo Maier
- 2003-2007: Ulrike Theurer
- 2008-2013: Senta Zürn
- 2012-2023: Martin Hirschmüller
- 2017-2020: Matthias Baral
- seit 2021: Isabel Sixt
- seit 2024: Joachim Wassermann